# Домовые церкви Теремного дворца
Домовые церкви, входящие в состав Теремного дворца Московского Кремля включают Церковь Рождества Богородицы на Сенях и три смежных храма, объединенных под названием Верхоспасский собор.
В 1682 году три дворцовые церкви — Воскресения Словущего (над Екатерининской церковью), Спаса Нерукотворного и Крестовоздвиженская — были объединены под общей кровлей, увенчанной 11 вызолоченными главками, барабаны которых были богато украшены изразцами и изображениями святых на круглых медных листах (листы не сохранились). Руководил строительными работами архитектор Осип Старцев.
Церкви встроены в комплекс Большого Кремлёвского дворца. Наружных фасадов Верхоспасский собор фактически не имеет, хотя главы видны с Соборной площади справа от Грановитой палаты.
Так как в настоящее время Теремной дворец входит в ансамбль Большого Кремлёвского дворца и является резиденцией президента России, церкви закрыты для посещения.

## Описание
Церковь Рождества Богородицы на Сенях имеет одну главу и виден со стороны внутреннего двора Большого Кремлевского дворца.
Прочие теремные церкви сгруппированы вместе с другой стороны. На первом этаже расположена Церковь великомученицы Екатерины, над ней — церковь Воскресения Словущего. Этим храмам принадлежат пять северных глав.
На уровне второго этажа находится Верхоспасский собор, к которому относятся пять южных куполов. 
Церкви Распятия Христова (Воздвижения Креста Господня) принадлежит центральная глава.

## Список
|                                         | Церковь Рождества Богородицы на Сенях                                              | 1393      | Алевиз Новый                                                     | Надстроена в 1393—1394 годах по указу княгини Евдокии над Церковью Воскрешения Праведного Лазаря, которая была переделана в придел. В 1514—1518 годах архитектор Алевиз Новый надстроил храм объёмом, в котором разместили главный престол Рождества Богородицы. Нижнюю часть сохранили, устроив там придел Лазаря. Ещё раз сооружение перестроили в правление Фёдора Алексеевича, когда храм заменили одноглавой церковью.                 |
|                                         | Церковь Воскрешения Праведного Лазаря                                              | 1393-94   |                                                                  | В 14 веке существовала деревянная церковь. Над ней в 1393-94 была возобновлена церковь Рождества Богородицы (с сохранением Лазаревского придела). В 1514 надстроен второй этаж с новым Богородицерождественским храмом, а нижняя церковь получила имя Воскрешения Лазаря. В конце XVII в. застроена и забыта, возобновлена в сер. XIX в. в прежнем виде.                                                                                    |
| Комплекс, объединенный под одной крышей |                                                                                    |           |                                                                  | |
|                                         | Церковь Великомученицы Екатерины, что у Государыни царицы на сенях                 | 1627      | Джон Талер                                                       | Расположена во втором ярусе Теремного дворца напротив Золотой Царицыной палаты. Построена в 1627 году Джоном Талером на месте сгоревшей деревянной церкви. Была воссоздана после Троицкого пожара в 1737-м. В 1801 году разобрана. В 1808 году, по указу Александра I архитектор Карл Росси начал возводить новую церковь. В 1843 году по проекту Дмитрия Чичагова полностью переоформили интерьер, Фёдор Солнцев выполнил новый иконостас. |
|                                         | Церковь Воскресения Словущего                                                      | 1654      |                                                                  | Надстроили над Екатерининской церковью в 1654 году. Расположена на уровне Верхоспасского собора, с севера от него. Предположительно, в эту церковь в 1671 году была переделана известная по источникам церковь св. Евдокии. |
|                                         | Верхоспасский собор, Домовая церковь царей и царевичей во имя Спаса Нерукотворного | 1635—1636 | Бажен Огурцов, Антип Константинов, Трефил Шарутин, Ларион Ушаков | Построена в 1635—1636 годах мастерами Баженом Огурцовым, Антипом Константиновым, Трефилом Шарутиным и Ларионом Ушаковым. При строительстве в 1840-х годах Большого Кремлёвского дворца разобрали прилегавшую к собору лестницу, Верхоспасскую площадку перекрыли, соорудив новые арочные проёмы на месте Золотой решётки. |
|                                         | Крестовоздвиженская церковь (Церковь Распятия Христова)                            | 1681      |                                                                  | Возведена царём Фёдором Алексеевичем в 1681—1681 годах над северным Иоанновским приделом Верхоспасского собора. После Октябрьской революции была закрыта. |